# Saint-Pal-de-Mons
Saint-Pal-de-Mons é uma comuna francesa na região administrativa de Auvérnia-Ródano-Alpes, no departamento de Alto Loire. Estende-se por uma área de 27,05 km². Em 2010 a comuna tinha 2 336 habitantes (densidade: 86,4 hab./km²).